# Pedro Olleta Veratón
Pedro Olleta Veratón (Tauste, 1822 - 1900) fue un político español del siglo XIX.

## Reseña biográfica
Originario de una ilustre familia de Tauste, su hermano Jacobo fue rector de la Universidad de Zaragoza y alcalde de Tauste mientras que su otro hermano, Jaime, fue alcalde de Tauste desde 1847. Su primo Jaime Ortega y Olleta fue un destacado general y líder carlista. Pedro fue síndico, concejal del ayuntamiento y corregidor de Tauste desde 1849. Los Olleta conformaban una de las principales dinastías locales junto a los Ramírez de Orúe, y controlaban el ayuntamiento y el sindicato de riegos y se beneficiaron de la desamortización de los montes públicos taustanos en 1866. Pedro consta desde entonces como propietario agrícola en Tauste.
Fue elegido diputado provincial de Zaragoza en representación del distrito Ejea-Sos. Simpatizante del Partido Liberal fue nombrado vicepresidente y actuó interinamente como presidente del 1 de abril de 1878 al 3 de mayo de 1878 por fallecimiento del titular. Tras la dimisión de Rafael Cistué Navarro fue elegido presidente por 19 votos a partir de la sesión de 17 de noviembre de 1885. Se mantuvo en el cargo hasta 23 de noviembre de 1892, uno de los mandatos más largos de la institución en el siglo XIX. De su mandato se recuerda especialmente la fundación de la Banda Provincial de Música.
Falleció el 14 de marzo de 1900 y está enterrado en la cripta familiar en Tauste.
| Predecesor: Fernando de Paula Oseñalde | Presidente de la Diputación Provincial de Zaragoza 01 de abril de 1878 - 03 de mayo de 1878          | Sucesor: Martín Villar García        |
| Predecesor: Rafael Cistué Navarro      | Presidente de la Diputación Provincial de Zaragoza 17 de noviembre de 1885 - 23 de noviembre de 1892 | Sucesor: José María Caballero Montes |